# Archilochus colubris
El colibrí gorgirrubí (Archilochus colubris) es una especie de ave apodiforme de la familia Trochilidae —los colibríes—, una de las dos pertenecientes al género Archilochus. Es la única especie de colibrí que anida regularmente al este del río Misisipi en América del Norte y migra hacia México y América Central, con pasaje por las Antillas, durante los inviernos boreales.

## Nombres comunes
Aparte de colibrí gorgirrubí, se le denomina también colibrí de garganta rubí (en Costa Rica y México), zunzún de paso o colibrí americano (en Cuba), zumbador migratorio (en República Dominicana), colibrí cuello de rubí (en Honduras), estrella garganta de rubí (en Panamá) o zumbadorcito gorjirrojo.

## Distribución y hábitat
Los territorios de reproducción abarcan la mayor parte del oriente de América del Norte e incluyendo la zona de las praderas centrales al este del meridiano 100 en los Estados Unidos (al sur desde Texas hasta Florida) y gran parte del sur de Canadá (desde Alberta hacia el este).
Se registra su presencia como reproductor en Canadá y Estados Unidos; como residente invernal en México, Belice, Guatemala, El Salvador, Honduras, Nicaragua, Costa Rica y Panamá, y últimamente en el sur de Florida; de pasaje migratoria regular en Cuba y Bahamas y estacionalmente irregular en Bermuda, Islas Caimán, República Dominicana, Haití y Jamaica.
Esta especie, bastante común y ampliamente diseminada, con una población global estimada en 34 millones de individuos, tiene su hábitat reproductivo en los bosques caducos y de pinos, y los bordes forestales, huertos, y jardines. Durante la invernada puede ser encontrado en México, en bosques tropicales caducifolios con parches de bosque semicaducifolios en arroyos, en bosques secos tropicales altos; en Belice, en arboledas de cítricos; en Costa Rica, en vegetación de crecimientos secundarios, matorrales, setos y bordes de bosques, con menos frecuencia en bosques caducifolios o siempreverdes (principalmente en bordes, brechas y a lo largo de ríos) y bordes de pantanos; en pastizales cubiertos de maleza, cercados, bordes de crecimientos secundarios más altos.

## Descripción

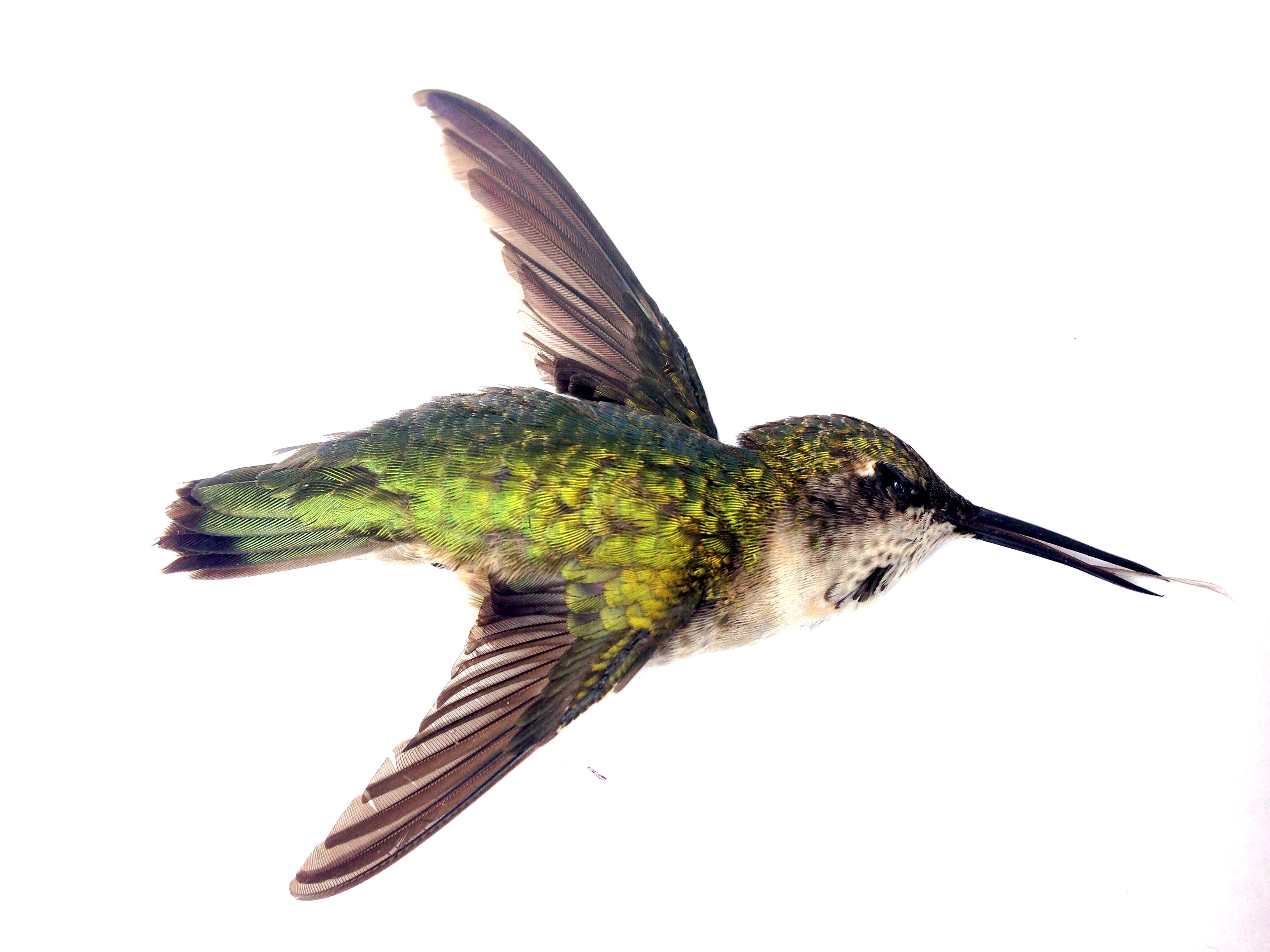
Ejemplar juvenil macho de Archilochus colubris. Los machos jóvenes se parecen a las hembras adultas. En Veracruz, México

Mide cerca de 7 a 9,5 cm de longitud, tiene una envergadura de alas de 8 a 11 cm y pesa entre 2 y 6 g. Tienen el dorso verde metálico. El macho tiene la garganta roja iridiscente (que puede parecer negra al cambiar de ángulo) y en la hembra es blanca. El resto de las partes inferiores es blanco grisáceo. Las alas son casi negras. La cola es corta, en el macho es ahorquillada y en la hembra casi no lo es, y además ésta tiene las tres plumas externas a cada lado con puntas blancas. Los juveniles son similares a la hembra pero pueden tener algunas plumas rojas en la garganta y un tono algo dorado en el dorso.  El pico es largo recto y muy fino. El macho es menor que la hembra, y tiene el pico ligeramente más corto. La muda de plumas ocurre una vez al año y comienza durante la migración otoñal. 

## Comportamiento
Los colibríes de garganta roja son solitarios. Los adultos de esta especie típicamente solo entran en contacto para aparearse, y ambos sexos con cualquier edad, defienden agresivamente sus lugares de alimentación en sus territorios. La agresividad se vuelve más pronunciada entre el final del verano y el principio del otoño, cuando engordan para la migración.
Se alimentan frecuentemente mientras estén activos durante el día, y cuando las temperaturas bajan, particularmente en las noches frías, pueden conservar su energía entrando en un torpor hipotérmico.
Debido a su tamaño pequeño, son vulnerables a ser depredados por aves y animales insectívoros.

## Vuelo

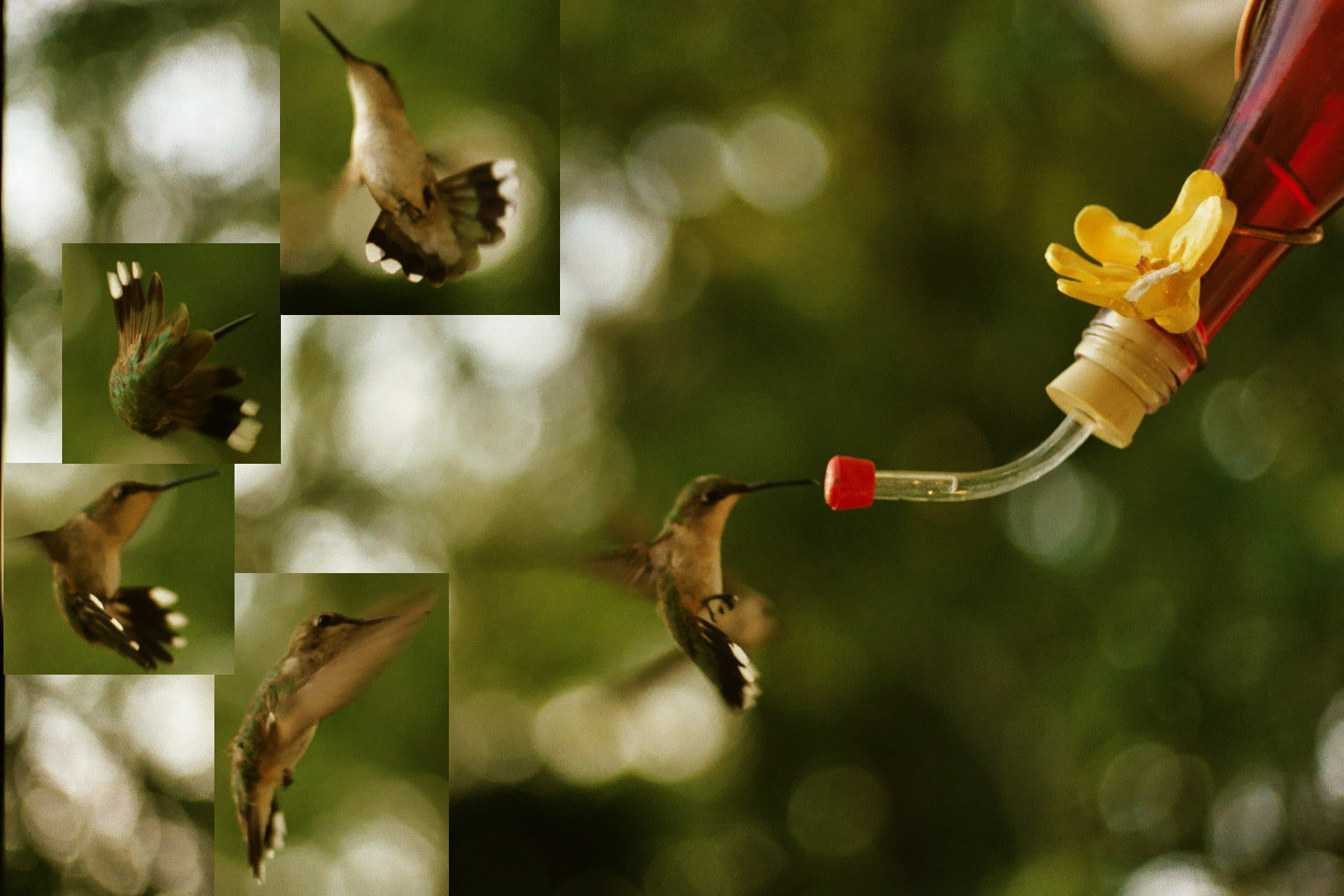
Hembra de Archilochus colubris tomando acciones defensivas y evasivas alrededor de un alimentador artificial.

Los colibríes tienen muchas adaptaciones esqueléticas y en los músculos del vuelo que les permiten gran agilidad de vuelo. Los músculos hacen el 25-30 % del peso corporal, y tienen alas alargadas con forma de espadas que, a diferencia de las de otras aves, se conectan con el cuerpo solo desde la coyuntura de la espalda. Esta adaptación le permite al ala rotar casi 180°, permitiendo al ave volar no solo hacia adelante sino también recto hacia arriba y abajo, hacia los lados , y hacia atrás, y sostenerse en vuelo quieto frente a las flores mientras se alimenta de néctar o insectos.
Durante el vuelo quieto sostenido, las alas de los colibríes gorgirrubíes baten a 55 veces por segundo, a 61 veces por segundo cuando se mueven hacia atrás, y al menos a 75 veces por segundo al ir hacia adelante.

## Dieta

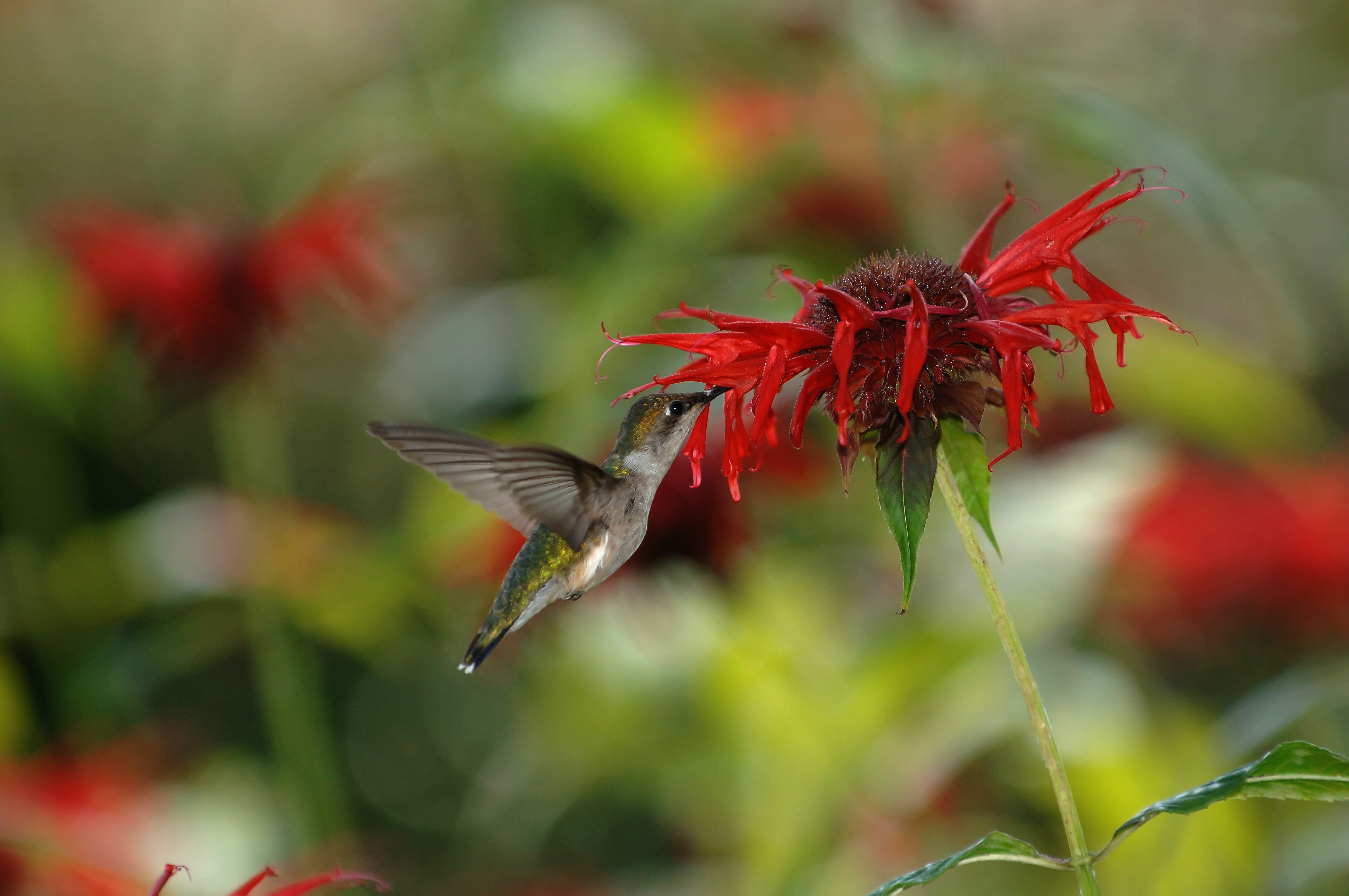
Alimentándose de néctar de Monarda didyma.

El principal alimento es el néctar de flores en plantas bajas o en árboles, pero la dieta incluye ocasionalmente insectos y savia de árboles tomada de las perforaciones hechas por pájaros carpinteros. Tienen una ligera predilección por las flores rojas, tubulares como fuente de néctar. Se alimentan en las flores usando su lengua largamente extensible o cazan insectos al vuelo
La cría es alimentada con insectos como fuente de proteínas dado que el néctar es deficitario de ellas por lo que no puede ser su único alimento.

## Reproducción
Se piensa que los colibríes gorgirrubíes son poligínicos. La poliandria y la poliginandria puede ocurrir también. No forman parejas reproductivas, las hembras proveen todo el cuidado a las crías.
Los machos llegan al área de reproducción en la primavera, y establecen un territorio antes de que lleguen las hembras. Cuando las hembras llegan, los machos cortejan las hembras que entran en su territorio exhibiendo sus demostraciones de cortejo. Ellos realizan una exhibición de «zambullida» subiendo de 2,5 a 3 metros por encima y 1,5 a 2 metros a cada lado de la hembra. Si la hembra se posa, el macho comienza a volar en un arco muy horizontal a menos de medio metro frente a ella. Las alas del macho pueden batir hasta 200 veces por segundo durante estas demostraciones (la velocidad normal es 55-75 batidas por segundo).
Si la hembra es receptiva al macho, puede darle un llamado y asumir posturas solícitas con las plumas de su cola paradas y sus alas caídas. Antes de la copulación, el macho y la hembra se enfrentan, subiendo alternativamente cerca de 3 m y descendiendo, finalmente hasta el suelo y para copular.

## Nido
La hembra construye sola el nido en árboles en lugares protegidos en ramas pequeñas inclinadas hacia abajo, a 3-6 m sobre el suelo. Se compone de fibras de brotes, con líquenes en el exterior,  unidos con hilos de tela de araña, y revestidos en el fondo con pelusas de plantas (como las del diente de león o el cardo). Nidos viejos pueden ser ocupados durante varias estaciones, pero son reparados anualmente.
La hembra pone dos huevos blancos de cerca de 12,9 por 8,5 mm y produce dos y ocasionalmente tres nidadas. Atiende los pichones y los alimenta de una a tres veces cada hora por regurgitación, generalmente sin posarse manteniendo el vuelo sostenido. Cuando tienen 22 -25 días de nacidos, la cría deja el nido.

## Vocalización
Las vocalizaciones del colibrí gorgirrubíes son gorjeos rápidos, rechinantes y son usados principalmente para amenazar. Por ejemplo, los machos pueden vocalizar para advertir a otro macho que ha entrado en su territorio.

## Sistemática

Trochilus colubris, lámina 47 de Aves de América de John James Audubon, entre 1827 y 1838.

### Descripción original
La especie A. colubris fue descrita por primera vez por el naturalista sueco Carlos Linneo en 1758 bajo el nombre científico Trochilus colubris; su localidad tipo es: «Norteamérica, restringido posteriormente para Carolina del Sur».

### Etimología
El nombre genérico masculino «Archilochus» se refiere a Arquíloco, un poeta griego de la isla de Paros, que vivió alrededor del año 650 A.C., famoso por su ingenio salvaje y su burla de las convenciones; y el nombre de la especie «colubris», es una latinización del nombre en español 'colibrí'.

### Taxonomía
Es monotípica. Se han registrado híbridos con Archilochus alexandri, Selasphorus rufus y  Selasphorus platycercus.